# Governo de Artsaque
O Governo da República de Artsaque (em armênio/arménio:  Արցախի Հանրապետության Կառավարություն) é a mais alta autoridade executiva da República de Artsaque. O conselho executivo de ministros do governo é chefiado pelo Presidente de Artsaque. O referendo constitucional de 2017 aprovou a transformação do governo num sistema presidencialista; o cargo de primeiro-ministro foi assim abolido.
Após um ataque do Azerbaijão em 19 de setembro de 2023, Artsaque concordou em dissolver-se até 1 de janeiro de 2024, embora o presidente mais tarde tenha anulado este decreto.

## Poder Executivo
O governo de Artsaque antes da dissolução era liderado pelo presidente Samvel Shahramanyan que venceu as eleições presidenciais de 2023. Em 22 de dezembro de 2023, o Presidente de Artsaque, Samvel Shahramanyan, disse que não havia nenhum documento oficial estipulando a dissolução das instituições governamentais, o que implica que o Governo de Artsaque pode continuar como um governo no exílio.

### Conselho de ministros
| Cargo                                                   | Incumbente         |
| ------------------------------------------------------- | ------------------ |
| Ministro de Estado                                      | Ruben Vardanyan    |
| Ministro das Relações Exteriores                        | Sergey Ghazaryan   |
| Ministro da Defesa                                      | Kamo Vardanyan     |
| Ministro da Administração Territorial e Infraestruturas | Suren Galstyan     |
| Ministro da Educação, Ciência, Cultura e Desporto       |                    |
| Ministro do Desenvolvimento Social e Migração           | Armen Mangasaryan  |
| Ministro da Agricultura                                 | Hrant Safaryan     |
| Ministério da Saúde                                     | Samvel Avetisyan   |
| Ministro da Justiça                                     | Srbuhi Arzumanyan  |
| Ministro das Finanças e Economia                        | Vahram Bagdasaryan |
| Ministro do Desenvolvimento Urbano                      | Aram Sargsyan      |
| Ministro da Administração Interna                       | Karen Sargsyan     |